# 밀레나 미코니
밀레나 미코니(이탈리아어: Milena Miconi, 1971년 12월 15일 ~ )는 이탈리아의 배우이다.